# Vida Arena
La Vida Arena est une patinoire de Växjö en Suède. Elle a été construite en 2010 avec une capacité de 5 000 spectateurs.
Elle accueille notamment l'équipe de hockey sur glace du Växjö Lakers HC de l'Elitserien. En 2011, la patinoire est agrandie à une capacité de 6 500 spectateurs.